# Horama eumolphus
Horama eumolphus är en fjärilsart som beskrevs av Fabricius. Horama eumolphus ingår i släktet Horama och familjen björnspinnare. Inga underarter finns listade i Catalogue of Life.